# Consiglio Grande e Generale
Consiglio Grande e Generale (deutsch Großer und Allgemeiner Rat) ist das Parlament im Einkammersystem von San Marino.

## Organisation
In das Parlament werden 60 Abgeordnete für jeweils fünf Jahre gewählt. Das Parlament tagt im Rathaus, dem Palazzo Pubblico, der zugleich Regierungssitz ist.

## Wahlrecht

### Aktives Wahlrecht
Über das aktive Wahlrecht, das Recht bei Wahlen abzustimmen, verfügen alle volljährigen – am Wahltag mindestens 18 Jahre alten – Bürger San Marinos. Frauen erhielten das aktive Wahlrecht 1958, damit durften sie erstmals 1964 bei den Parlamentswahlen abstimmen.

### Passives Wahlrecht
Das passive Wahlrecht, das Recht in den Consiglio Grande gewählt zu werden, haben alle Bürger San Marinos, die am Wahltag das 21. Lebensjahr vollendet haben und ihren Wohnsitz in San Marino haben. Frauen besitzen seit 1974 das passive Wahlrecht.
Ausgenommen sind
- Angehörige der Gendarmerie, der Zivilpolizei und der Guarda di Rocca
- diplomatische und konsularische Vertreter
- Richter

Nicht vereinbar ist ein Sitz im Consiglio Grande e Generale mit dem Amt eines Bürgermeisters (Capitano del Castello) oder der Mitgliedschaft in einem Gemeinderat (Giunta del Castello). Ebenfalls ausgeschlossen sind Eltern, Kinder und Ehepartner von Mitgliedern des Consiglio Grande.

### Sitzzuteilung
San Marino hat ein modifiziertes Verhältniswahlrecht die Sitzzuteilung erfolgt nach dem D’Hondt-Verfahren. Zusätzlich hat der Wähler die Möglichkeiten auf der von ihm gewählten Liste einen Kandidaten anzukreuzen oder eine Koalition verschiedener Parteien zu wählen.
Die Koalition, die im ersten Wahlgang die absolute Mehrheit erreicht, oder die Stichwahl gewinnt, erhält 35 der 60 Sitze im Parlament (Premio di Stabilità).
Es gibt eine Sperrklausel (Sbarramento). Sie beträgt 0,4 % mal die Anzahl der zur Wahl stehenden Listen, jedoch maximal 3,5 %.

### 2. Wahlgang
Sollte im ersten Wahlgang keine der Koalitionen mehr als 50 % der Stimmen erhalten haben oder 30 der 60 Sitze erringen, findet eine Stichwahl (ballotaggio) zwischen den beiden Koalitionen statt, die im ersten Wahlgang die meisten Stimmen erhielten.
Die gewinnende Koalition erhält dann 35 Sitze, die innerhalb der Koalition verteilt werden. Die anderen Koalitionen erhalten entsprechend weniger Sitze.

## Ergebnis der Parlamentswahlen 2024
Die letzte Parlamentswahl fand am 9. Juni 2024 statt und lieferte folgendes Ergebnis:
| Wahlbündnisse                            | Wahlbündnisse         | Listen                                    | Stimmen | %    | Mandate |
| ---------------------------------------- | --------------------- | ----------------------------------------- | ------- | ---- | ------- |
|                                          | Democrazia e Libertà  | Partito Democratico Cristiano Sammarinese | 6.206   | 34,1 | 22      |
| Alleanza Riformista                      | Democrazia e Libertà  | 1.268                                     | 7,0     | 4    |         |
| Koalitionsstimmen                        | Democrazia e Libertà  | 69                                        | 0,4     | –    |         |
| ↳ Gesamt                                 | Democrazia e Libertà  | 7.543                                     | 41,5    | 26   |         |
|                                          | LIBERA/PS – PSD       | Libera San Marino–Partito Socialista      | 2.862   | 15,7 | 10      |
| Partito dei Socialisti e dei Democratici | LIBERA/PS – PSD       | 2.216                                     | 12,2    | 8    |         |
| Koalitionsstimmen                        | LIBERA/PS – PSD       | 64                                        | 0,4     | –    |         |
| ↳ Gesamt                                 | LIBERA/PS – PSD       | 5.142                                     | 28,3    | 18   |         |
|                                          | Repubblica Futura     | Repubblica Futura                         | 2.178   | 12,0 | 8       |
|                                          | Domani – Motus Liberi | Domani – Motus Liberi                     | 1.540   | 8,5  | 5       |
|                                          | Movimento RETE        | Movimento RETE                            | 922     | 5,1  | 3       |
|                                          | Democrazia Solidale   | Democrazia Solidale                       | 852     | 4,7  | –       |
| Gesamt                                   | Gesamt                | Gesamt                                    | 18.177  | 100  | 60      |
|                                          |                       |                                           |         |      |         |
| Ungültige Stimmen                        | Ungültige Stimmen     | Ungültige Stimmen                         | 1.271   | 6,5  |         |
| Wähler                                   | Wähler                | Wähler                                    | 19.448  | 50,7 |         |
| Wahlberechtigte                          | Wahlberechtigte       | Wahlberechtigte                           | 38.338  |      |         |
|                                          |                       |                                           |         |      |         |
| Quelle: Innenministerium                 |                       |                                           |         |      |         |